# Großer Lindenprachtkäfer
Der Große Lindenprachtkäfer (Ovalisia (Scintillatrix) rutilans)  ist ein Käfer aus der Familie der Prachtkäfer.
Seine smaragdgrün bis blau schillernde metallische Färbung verliert er auch Jahrzehnte nach seinem Tod nicht, da sie größtenteils nicht auf Pigmente zurückzuführen ist, sondern durch Interferenz bei der Brechung der Lichtstrahlen hervorgerufen wird.
Die Art ist wie die meisten Prachtkäfer gemäß der Bundesartenschutzverordnung gesetzlich besonders geschützt. Auch in der Schweiz steht die Art unter Schutz. In der Roten Liste gefährdeter Arten Deutschlands und in Baden-Württemberg, Bayern und Sachsen-Anhalt wird die Art unter der Kategorie 2 (stark gefährdet) geführt, in Brandenburg gilt sie als vom Aussterben bedroht.

## Bemerkungen zum Namen und Taxonomie
Die Art wird von Fabricius 1777 im Anhang zur Aufzählung sämtlicher Insektengattungen als neue Art  erstmals beschrieben. Die Beschreibung beschränkt sich auf die wenigen Worte: Buprestis elytris tridentatis viridibus nigro maculatis: margine aureo (lat. Prachtkäfer mit dreizähnigen Flügeldecken mit schwarzen Flecken: mit goldenem Rand). Fabricius gibt der Art den Artnamen rútilans (lat. rötlich schimmernd) und ordnet sie der Gattung Buprestis zu.
Die Gattung Ovalisia wird erst nach der großen Aufspaltung der Gattung Buprestis 1829 durch Eschscholtz von Kerreman 1900 aufgestellt. Die Untergattung Scintillatrix, die von Obenberger 1956 aufgestellt wird, wird heute teilweise bereits wieder als Gattung gesehen, und Ovalisia als Untergattung von Lamprodila betrachtet. Weiterhin findet man als Gattungsname neben Ovalisia und Scintillatrix häufig noch Poecilonota und Lampra, außerdem gibt es noch weitere Synonyme. Als deutscher Name wird häufig nur "Lindenprachtkäfer" benutzt, weil die Art sich vornehmlich in Linde entwickelt. Es gibt jedoch eine kleine Agrilusart, die Kleiner Lindenprachtkäfer genannt wird, deswegen ist der Name "Großer Lindenprachtkäfer" vorzuziehen.
Nach der hier vertretenen Auffassung ist die Gattung Ovalisia ist in Europa mit zwei Untergattungen und neun Arten vertreten.

## Beschreibung
| Bilder des Großen Lindenprachtkäfers         | |
|                                              | |
| Bild 6: von der Seite                        | |
| Bild 1: von oben                             | |
|                                              | |
| Bild 2: von vorn                             | |
|                                              | |
| Bild 3: von unten                            | Bild 7: Teilansicht der Unterseite rechts teilweise eingefärbt grün: Prosternalfortsatz der Vorderbrust blau: Mittelbrust ocker: Hinterbrust orange:Hinterhüften |
|                                              | Bild 7: Teilansicht der Unterseite rechts teilweise eingefärbt grün: Prosternalfortsatz der Vorderbrust blau: Mittelbrust ocker: Hinterbrust orange:Hinterhüften |
| Bild 4: Schildchen, rechts Begrenzung orange | Bild 7: Teilansicht der Unterseite rechts teilweise eingefärbt grün: Prosternalfortsatz der Vorderbrust blau: Mittelbrust ocker: Hinterbrust orange:Hinterhüften |
|                                              | |
| Bild 5: Kiefertaster nach Reitter            | Bild 8: Lippentaster nach Reitter |

| Hinterrand der Analsternite im Vergleich (Rand rechts gelb nachgezeichnet) |                                           |                                          |
|                                                                            |                                           |                                          |
| Bild 9: Männchen Großer Lindenprachtkäfer                                  | Bild 10: Weibchen Großer Lindenprachkäfer | Bild 11: Weibchen Großer Ulmenprachkäfer |

Der Körper ist mehr als zweieinhalbmal so lang wie breit und wenig abgeflacht. Im mittleren Bereich verlaufen die Seiten parallel. Es überwiegt die grüne Farbe, die an den Seiten des Halsschildes und der Flügeldecken in goldgelb bis rotgold übergeht. Der Käfer wird neun bis fünfzehn Millimeter lang.
Der Kopf ist von oben gesehen über drei Mal so breit wie lang. Die  Augen nehmen den größten Teil der Kopfseiten ein, ihr Hinterrand liegt größtenteils dem Halsschild an (Bild 6). Ihr Abstand zueinander nimmt zum Scheitel zu ab, so dass sie schräg wirken (Bild 2). Die elfgliedrigen Fühler sind ab dem fünften Glied nach innen erweitert (gesägt, Bild 2). Die Oberlippe ist rechteckig und vorn ausgeschnitten. Die Oberkiefer sind kräftig, gekrümmt und auf der Innenseite ausgeschnitten. Das Endglied des Kiefertasters ist kurz und schräg abgestutze (beilförmig, Bild 5), ebenso das letzte Lippentasterglied (Bild 8).
Der Halsschild verjüngt sich vorn auf Kopfbreite, an der Basis ist er am breitesten.  Meist weist er keine schwarze Mittellinie auf. Er ist wie der Kopf grob punktiert und an der Seite schwarz gefleckt.
Die Flügeldecken sind zwischen den Schultern etwas breiter als der Halsschild. Hinter der Mitte sind sie etwas erweitert, dahinter ist der Außenrand leicht gesägt. Jede Flügeldecke endet einzeln verrundet bis abgestutzt und schwach gezähnt. Die Flügeldecken sind gestreift. Die Zwischenräume der Streifen sind grob punktiert. Die Punktierung ist innen zerstreut, nach außen dichter bis zusammenfließend. Die Zwischenräume sind durch dunkle Flecke (Gitterflecken, Fensterflecken) unterbrochen. Diese sind erhaben, glatt und unregelmäßig verteilt, beim Großen Lindenprachtkäfer spärlicher als beim Großen Weidenprachtkäfer und dem Großen Ulmenprachtkäfer.
Das Schildchen ist etwa dreimal so breit wie lang, die zugespitzten seitlichen Hinterecken sind weiter voneinander entfernt als die stumpfen Vorderecken. Die Ecke hinten in der Mitte (Suturalecke) ist nur schwach ausgeprägt (Bild 4, rechts orange nachgezogen).
Auch die Unterseite und die Beine sind metallisch grün. Die Höhlen, in denen die Vorderhüften eingelenkt sind, sind nach hinten offen. Die Vorderhüften sind durch einen breiten Fortsatz der Vorderbrust (Prosternalfortsatz, Bild 7, rechts grün) getrennt. Der Prosternalfortsatz setzt sich über die Mittelbrust (Bild 7, rechts blau) fort und trennt diese scheinbar. Dieser Fortsatz ist beim Weibchen grob punktiert, beim Männchen lang behaart (Pubeszens). Die Hinterhüften (Bild 7, rechts orange) liegen breit an die Hinterbrust (Bild 7, rechts gelb) an. Sie sind nach innen erweitert und nach hinten zur teilweisen Aufnahme der Hinterschenkel ausgehöhlt (in Bild 6 erkennbar). Die Tarsen sind alle fünfgliedrig (Tarsenformel 5-5-5) und alle Tarsenglieder außer dem Krallenglied sind zur besseren Haftung auf dem Untergrund lappenförmig erweitert (gelappt).
Auf der Körperunterseite sind die ersten beiden Segmente des Hinterleibs (Sternite) miteinander verwachsen. Die drei sich stark ähnlich sehenden mitteleuropäischen Arten der Gattung lassen sich am besten am Rand des letzten Sternits (Analsternit) unterscheiden. Dieser ist beim Weibchen des  Lindenprachtkäfers rund bis dreieckig eingeschnitten (Bild 10), beim Männchen breit ausgerandet (Bild 9). Die seitliche Begrenzung  des Einschnittes bildet beim Lindenprachtkäfer (Bild 9,10) einen kurzen, flachen und breiten Zahn, während bei verwandten Arten der Zahn zu einer Spitze ausgezogen ist (Bild 11).

## Biologie
Die Larven fressen monophag an kränkelnden Linden (Tilia cordata und T. platyphyllos) in und unter der Rinde der stärkeren Ästen oder des Stammes. Diese müssen gut besonnt sein. Wenn eine Linde stark befallen ist, kann der Larvenfraß zum Absterben und in weiterer Folge zum Abbrechen der Äste führen sowie zum Absterben des ganzen Baumes führen.
Die adulten Käfer findet man auf der besonnten Seite der Stämme, bei bedecktem Himmel ziehen sie sich in Ritzen in der Rinde zurück. Das Weibchen legt die Eier einzeln in Risse und verletzte Stellen der Rinde ab. Auf jungen Bäumen lassen sich befallene Stellen dadurch erkennen, dass die Rinde dort dunkler ist. Für die Entwicklung brauchen sie in der Regel zwei Jahre, in Ausnahmefällen auch nur eines oder drei. Sie schlüpfen in Mitteleuropa Ende Mai, Anfang Juni durch querovale Löcher. Diese befinden sich auf der besonnten Seite bis zu einer Höhe von drei Metern.  Im Juli verschwindet der Käfer wieder.

## Verbreitung
Man findet den Käfer in Süd-, Mittel- und Osteuropa, im Osten häufiger, nach Süden und Westen seltener bis selten. Er meidet den atlantischen Bereich.

## Gefährdung und Schutz
Von den drei in Mitteleuropa vorkommenden Arten der Untergattung Scintillatrix (Großer Lindenprachtkäfer, Großer Weidenprachtkäfer und Großer Ulmenprachtkäfer) ist der Lindenprachtkäfer der häufigste. Trotzdem steht er zumindest in Deutschland, der Schweiz, sowie vielen Bundesländern unter Naturschutz.
Durch die Fällung alter Linden, die häufig mit der Sicherung der Verkehrswege begründet wird, wird dem Käfer die Lebensgrundlage entzogen. Es wird empfohlen, im Falle einer Fällung einen Stumpf von mindestens einem Meter stehen zu lassen, damit sich vorhandene Käfer entwickeln und einen neuen Brutbaum suchen können. Ein starker Rückschnitt der Krone ist auf jeden Fall einer Fällung vorzuziehen, da Eier nur in noch lebende Linden abgelegt werden.